# Acentroscelus singularis
Acentroscelus singularis is een spinnensoort in de taxonomische indeling van de krabspinnen (Thomisidae).
Het dier behoort tot het geslacht Acentroscelus. De wetenschappelijke naam van de soort werd voor het eerst geldig gepubliceerd in 1940 door Cândido Firmino de Mello-Leitão.